# Dactylodiplosis icicaribae
Dactylodiplosis icicaribae är en tvåvingeart som beskrevs av Maia 2002. Dactylodiplosis icicaribae ingår i släktet Dactylodiplosis och familjen gallmyggor. Inga underarter finns listade i Catalogue of Life.